# Campionati mondiali di sollevamento pesi 2018 - 73 kg maschile
Le gare di sollevamento pesi della categoria fino a 73 kg maschile — pesi leggeri — dei campionati mondiali del 2018 si sono svolte dal 2 al 4 novembre 2018 ad Aşgabat presso la Weightlifting Arena dell'Aşgabat Olympic Complex.
Nijat Rahimov, inizialmente classificatosi ottavo, venne squalificato per otto anni nel marzo del 2022 – quattro anni dopo la conclusione dei campionati – per scambio di provette durante i Giochi olimpici di Rio de Janeiro del 2016; l'atleta nel marzo del 2023 fece ricorso contro la sentenza, ma il Tribunale Arbitrale dello Sport confermò il verdetto di squalifica il 12 dicembre 2023 e l'8º posto ottenuto nel mondiale fu annullato.

## Programma
L'orario indicato corrisponde a quello turkmeno (UTC+05:00)
| Data            | Orario | Evento   |
| --------------- | ------ | -------- |
| 2 novembre 2018 | 08:00  | Gruppo D |
| 3 novembre 2018 | 08:00  | Gruppo C |
| 4 novembre 2018 | 10:00  | Gruppo B |
| 4 novembre 2018 | 19:55  | Gruppo A |

## Medagliati
Per ciascun esercizio, i primi tre classificati sono i seguenti:
| Esercizio | Oro         | Oro    | Argento         | Argento | Bronzo          | Bronzo |
| --------- | ----------- | ------ | --------------- | ------- | --------------- | ------ |
| Strappo   | Shi Zhiyong | 164 kg | Vadzim Licharad | 156 kg  | Feng Lüdong     | 155 kg |
| Slancio   | Shi Zhiyong | 196 kg | Won Jeong-sik   | 195 kg  | Ri Chong-song   | 187 kg |
| Totale    | Shi Zhiyong | 360 kg | Won Jeong-sik   | 348 kg  | Vadzim Licharad | 343 kg |

## Record
Prima di questa competizione, i record mondiali esistenti erano i seguenti:
| Record mondiale | Strappo | Mondiale standard | 160 kg | — | 1º novembre 2018 |
| Record mondiale | Slancio | Mondiale standard | 194 kg | — | 1º novembre 2018 |
| Record mondiale | Totale  | Mondiale standard | 348 kg | — | 1º novembre 2018 |

## Risultati
| Pos. | Atleta                           | Gr. | Peso atleta | Strappo (kg) | Strappo (kg) | Strappo (kg) | Strappo (kg) | Slancio (kg) | Slancio (kg) | Slancio (kg) | Slancio (kg) | Totale |
| Pos. | Atleta                           | Gr. | Peso atleta | 1            | 2            | 3            | Pos.         | 1            | 2            | 3            | Pos.         | Totale |
| ---- | -------------------------------- | --- | ----------- | ------------ | ------------ | ------------ | ------------ | ------------ | ------------ | ------------ | ------------ | ------ |
|      | Shi Zhiyong (CHN)                | A   | 72.81       | 158          | 161          | 164          |              | 188          | 196          | —            |              | 360    |
|      | Won Jeong-sik (KOR)              | B   | 72.57       | 145          | 150          | 153          | 6            | 180          | 190          | 195          |              | 348    |
|      | Vadzim Licharad (BLR)            | A   | 72.79       | 151          | 156          | 159          |              | 180          | 184          | 187          | 4            | 343    |
| 4    | Ri Chong-song (PRK)              | A   | 72.82       | 150          | 154          | 155          | 4            | 182          | 187          | 190          |              | 342    |
| 5    | O Kang-chol (PRK)                | A   | 72.77       | 148          | 152          | 154          | 5            | 185          | 185          | 192          | 8            | 339    |
| 6    | Briken Calja (ALB)               | A   | 72.89       | 148          | 153          | 157          | 7            | 181          | 186          | 189          | 6            | 339    |
| 7    | Karem Ben Hnia (TUN)             | A   | 72.21       | 146          | 151          | 154          | 10           | 180          | 185          | 186          | 7            | 337    |
| 8    | Božidar Andreev (BUL)            | A   | 72.73       | 145          | 150          | 153          | 8            | 182          | 191          | 191          | 10           | 335    |
| 9    | Clarence Cummings (USA)          | A   | 72.88       | 140          | 145          | 148          | 12           | 181          | 186          | 187          | 5            | 335    |
| 10   | Sergey Petrov (RUS)              | B   | 72.24       | 143          | 148          | 152          | 9            | 173          | 178          | 181          | 11           | 333    |
| 11   | Masanori Miyamoto (JPN)          | B   | 71.51       | 141          | 146          | 149          | 11           | 173          | 178          | 182          | 9            | 331    |
| 12   | Feng Lüdong (CHN)                | A   | 72.73       | 155          | 155          | 162          |              | 175          | 180          | —            | 17           | 330    |
| 13   | Triyatno (INA)                   | B   | 72.84       | 140          | 145          | 148          | 15           | 180          | 187          | 187          | 12           | 325    |
| 14   | David Sánchez (ESP)              | B   | 73.00       | 142          | 142          | 146          | 13           | 172          | 177          | 180          | 15           | 323    |
| 15   | Mahmoud Al-Humayd (KSA)          | B   | 72.93       | 139          | 143          | 145          | 18           | 175          | 180          | 183          | 13           | 323    |
| 16   | Tairat Bunsuk (THA)              | B   | 72.55       | 142          | 145          | 147          | 16           | 177          | 177          | 181          | 16           | 322    |
| 17   | Moustafa Wahid (EGY)             | B   | 72.98       | 139          | 142          | 144          | 17           | 178          | 178          | 182          | 14           | 322    |
| 18   | Hossein Soltani (IRI)            | A   | 72.95       | 142          | 146          | 150          | 14           | 174          | 178          | 180          | 18           | 320    |
| 19   | Rahmat Erwin Abdullah (INA)      | C   | 72.06       | 135          | 140          | 141          | 19           | 162          | 168          | 171          | 21           | 312    |
| 20   | Maksat Meredow (TKM)             | B   | 72.52       | 140          | 140          | 140          | 20           | 170          | 174          | 175          | 23           | 310    |
| 21   | Chuang Sheng-min (TPE)           | C   | 72.58       | 132          | 137          | 140          | 23           | 164          | 168          | 172          | 19           | 309    |
| 22   | Masakazu Ioroi (JPN)             | B   | 72.89       | 135          | 139          | 139          | 30           | 165          | 170          | 170          | 24           | 305    |
| 23   | Jorge Cárdenas (MEX)             | C   | 72.88       | 130          | 135          | 140          | 28           | 160          | 165          | 169          | 25           | 304    |
| 24   | Robert Joachim (GER)             | C   | 72.55       | 128          | 133          | 137          | 31           | 163          | 167          | 171          | 20           | 304    |
| 25   | Petr Petrov (CZE)                | C   | 71.98       | 131          | 134          | 137          | 25           | 162          | 165          | 166          | 27           | 303    |
| 26   | Tim Kring (DEN)                  | B   | 72.36       | 137          | 139          | 140          | 26           | 165          | 170          | 170          | 29           | 302    |
| 27   | Achinta Sheuli (IND)             | D   | 72.95       | 130          | 135          | 135          | 27           | 159          | 163          | 166          | 26           | 301    |
| 28   | Mukhammadkodir Toshtemirov (UZB) | C   | 71.96       | 133          | 138          | 140          | 21           | 156          | 162          | 169          | 30           | 300    |
| 29   | Ramazan İlhan (TUR)              | C   | 68.92       | 134          | 138          | 140          | 22           | 156          | 160          | 164          | 33           | 298    |
| 30   | Jorge Sánchez (PUR)              | C   | 72.31       | 128          | 132          | 132          | 34           | 170          | 175          | 180          | 22           | 298    |
| 31   | Mohammed Qaddoori (IRQ)          | C   | 72.22       | 132          | 136          | 137          | 32           | 165          | 169          | 169          | 28           | 297    |
| 32   | Ahmet Turan Okyay (TUR)          | C   | 71.81       | 131          | 135          | 138          | 29           | 156          | 161          | 167          | 31           | 296    |
| 33   | Marin Robu (MDA)                 | C   | 71.70       | 133          | 137          | 140          | 24           | 158          | 158          | 164          | 34           | 295    |
| 34   | Pasha Ibrahimli (AZE)            | C   | 70.00       | 126          | 131          | 137          | 33           | 150          | 155          | 156          | 35           | 287    |
| 35   | Brandon Wakeling (AUS)           | D   | 72.36       | 115          | 120          | 125          | 35           | 155          | 160          | 165          | 32           | 285    |
| 36   | Fugan Aliyev (AZE)               | D   | 70.60       | 110          | 115          | 118          | 36           | 140          | 147          | 152          | 36           | 270    |
| 37   | Greg Shushu (RSA)                | D   | 70.72       | 117          | 122          | 122          | 37           | 150          | 150          | 156          | 37           | 267    |
| —    | Arberi Cerciz (ALB)              | B   | 72.77       | 142          | 142          | 142          | —            | —            | —            | —            | —            | —      |
| —    | Francis Luna-Grenier (CAN)       | C   | 72.36       | 130          | 130          | 130          | —            | —            | —            | —            | —            | —      |
| —    | Luis Javier Mosquera (COL)       | B   | 71.45       | —            | —            | —            | —            | —            | —            | —            | —            | —      |
| DSQ  | Nijat Rahimov (KAZ)              | A   | 72.82       | 147          | 147          | 152          | —            | —            | 190          | —            | —            | —      |